# Carlos Eduardo Santos Oliveira
Carlos Eduardo Santos Oliveira (Maceió, 20 novembre 1986) è un calciatore brasiliano, difensore del Cianorte.

## Caratteristiche tecniche
È un difensore centrale.

## Carriera
È cresciuto nelle giovanili del CRB.